# پارک ملی کیباله

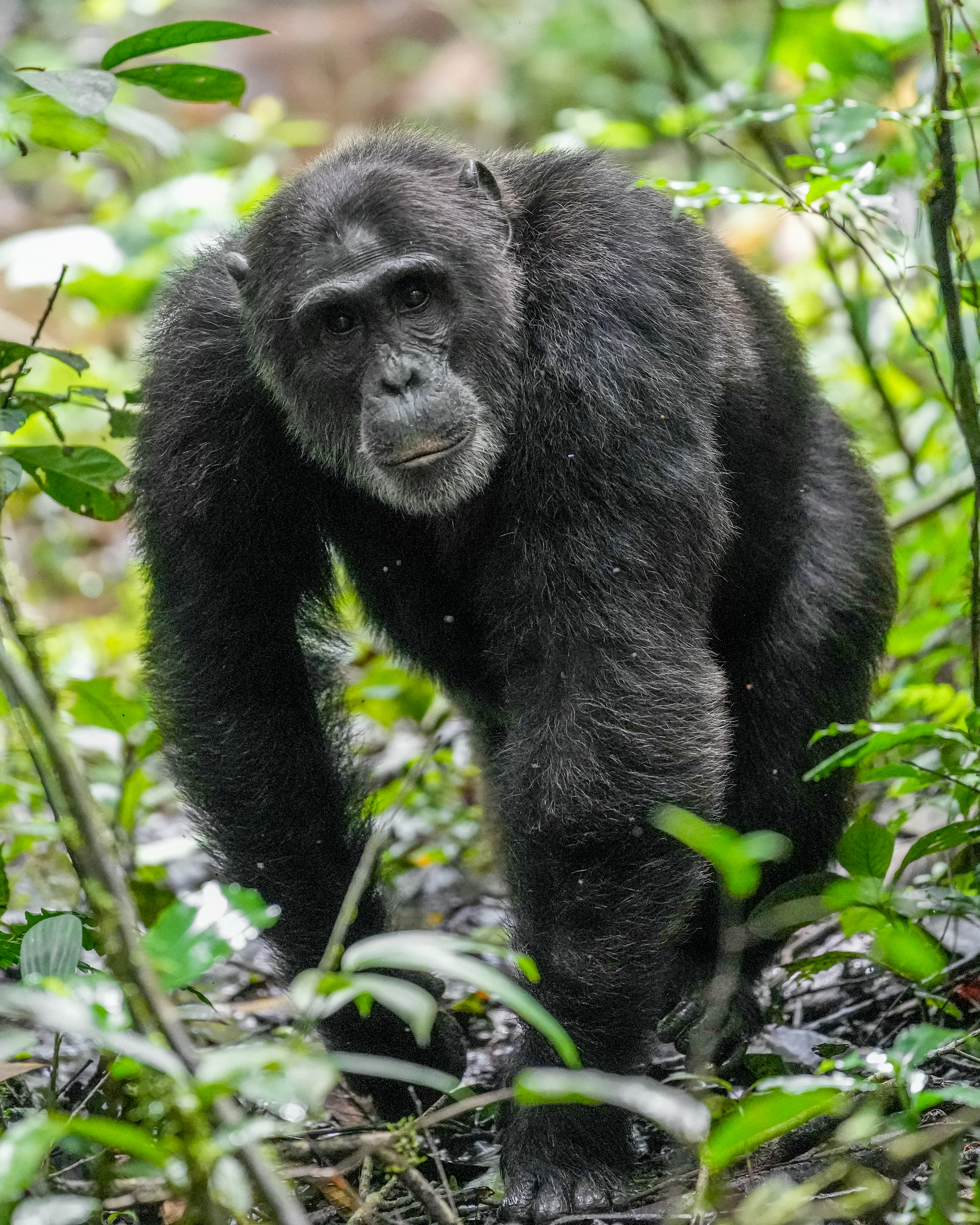
نگاره‌ای از یک شامپانزه نر در پارک ملی کیباله واقع در غرب اوگاندا.

پارک ملی کیباله (به انگلیسی: Kibale National Park) یکی از پارک‌های ملی واقع در غرب اوگاندا است که به دلیل داشتن جنگل‌های استوایی، تنوع زیستی فراوان و جمعیت بزرگ شامپانزه‌ها مشهور است. 
این پارک مساحتی حدود ۷۹۵ کیلومتر مربع دارد و زیستگاه بیش از ۱۳ گونهٔ میمون شامل شامپانزه‌ها، میمون‌های قرمز دم‌دار، و میمون‌های آبی است. علاوه بر پستانداران، پارک زیستگاه انواع پرندگان، پروانه‌ها و گیاهان نادر استوایی نیز می‌باشد.